# ستيف كاتز
ستيف كاتز (بالإنجليزية: Steve Katz) هو موسيقي ومنتج أسطوانات وعازف قيثارة أمريكي، ولد في 9 مايو 1945 في بروكلين في الولايات المتحدة.

## وصلات خارجية
- ستيف كاتز على موقع IMDb (الإنجليزية)
- ستيف كاتز على موقع ميوزك برينز (الإنجليزية)
- ستيف كاتز على موقع أول ميوزيك (الإنجليزية)
- ستيف كاتز على موقع ديسكوغز (الإنجليزية)